# Асато Асато
Асато Асато (англ. Asato Asato, яп. 安里アサト, род. 1985) — японская писательница. Псевдоним Асато Асато представляет собой комбинацию её настоящего имени (Тору Асакура) и числа восемьдесят восемь. 

## Карьера
Асато начала писать романы незадолго до того, как пошла в среднюю школу.
Первоначально она представила свою работу на премию Kadokawa Beans Bunko Rookie Award, но когда в 2014 году её рукопись прошла в третий тур 21-й премии Dengeki Novel Prize 2014 года, Асато задумалась о написании романа в стиле «Dengeki Novel». Этот роман станет началом серии 86: Eighty Six.
В 2016 году 86-Eighty Six выиграла 23-ю премию Dengeki Novel Prize.